# Institut franco-allemand de recherches de Saint-Louis
Pour les articles homonymes, voir ISL.
L'Institut franco-allemand de recherches de Saint-Louis (ISL), en allemand : Deutsch-Französisches Forschungsinstitut Saint-Louis, est un institut de recherche pour la science et la défense fondé en 1958 à Saint-Louis dans le Haut-Rhin. Il est issu d'une coopération franco-allemande. À son ouverture, il disposait de l'ordinateur Zuse 4.

## Histoire
Dès la fin de la Seconde Guerre mondiale, la France propose au Professeur Hubert Schardin, scientifique allemand et expert en balistique de renom, de s’installer dans des locaux industriels à Saint-Louis pour travailler au bénéfice de la France. Bien que cette installation n’ait qu’un but provisoire au départ, la qualité et l’originalité des travaux amenèrent le maintien de cette situation ainsi qu’un développement des activités et une augmentation des moyens. Le centre devient alors le Laboratoire de recherche de Saint-Louis (LRSL) sous la direction du chef d'escadron Robert Cassagnou.
À la création de la Bundeswehr (Force de défense fédérale allemande) en 1955, il paraît anormal de garder les activités du LRSL (conduites en partie par des scientifiques allemands) au service exclusif de la défense française. L’ingénieur général de l'armement Cassagnou et le professeur Schardin proposent alors de continuer les activités du LRSL sous une nouvelle forme binationale. Cette proposition fut retenue et mène en 1958 à la signature d’un accord permettant la mise en place en 1959 de l’ISL. Cet accord anticipe le rapprochement entre les deux pays, solennellement affirmé en 1963 avec le Traité de l'Élysée. L’effectif passe en une dizaine d’années à 460 personnes, français et allemands.

## Aujourd'hui
Selon le site officiel, environ 400 collaborateurs contribuent à la recherche à l'institut. La recherche est répartie en quatre domaines clés :
- Matériaux de protection avancés et énergétiques : physique et chimie des nanomatériaux (caractérisation pyrotechnique, poudres propulsives, explosifs) ; caractérisation et développement de matériaux « avancés » (matériaux à base de céramique, métallurgie des poudres) ; développement de nouveaux matériaux énergétiques (allumage, accélération de petits projectiles, poudres) ; physique des chocs et détonique (physique de la combustion, de la déflagration et de la détonation, explosifs très insensibles).
- Techniques de vol des projectiles : aérodynamique et balistique intérieure (comportement en vol de nouvelles architectures aérodynamiques, simulations de trajectoires) ; capteurs, télémétrie et communication (conception, intégration et tenue aux accélérations des systèmes de communication, unités de navigation à bas coût) ; aérodynamique en soufflerie et pilotage, navigation et contrôle (algorithmes de guidage, navigation).
- Laser et technologies électromagnétiques : technologies laser (développement de nouvelles sources laser, nouvelles fibres, schémas de pompage) ; semi-conducteurs de puissance (technologie originale de thyristors SiC, technologie du courant pulsé) et accélération électromagnétique (lanceurs électromagnétiques (railguns) au nombre de 2).
- Techniques de protection, sécurité et perception de la situation : visionique avancée (détection de drones, imagerie avancée), acoustique et protection du soldat (protection de l’appareil auditif, protection contre les ondes de choc, détection acoustique), protection contre les engins explosifs (caractérisation de la menace, atténuation des effets de l’explosion), interaction rayonnement matière (interaction laser-matière, spectroscopie TeraHertz avec application dans la détection de médicaments contrefaits) et traitement de l’information intégrée aux capteurs (capteurs autonomes pour surveillance des zones, capteurs auto-adaptifs).